# Класичний кінематограф Голлівуду

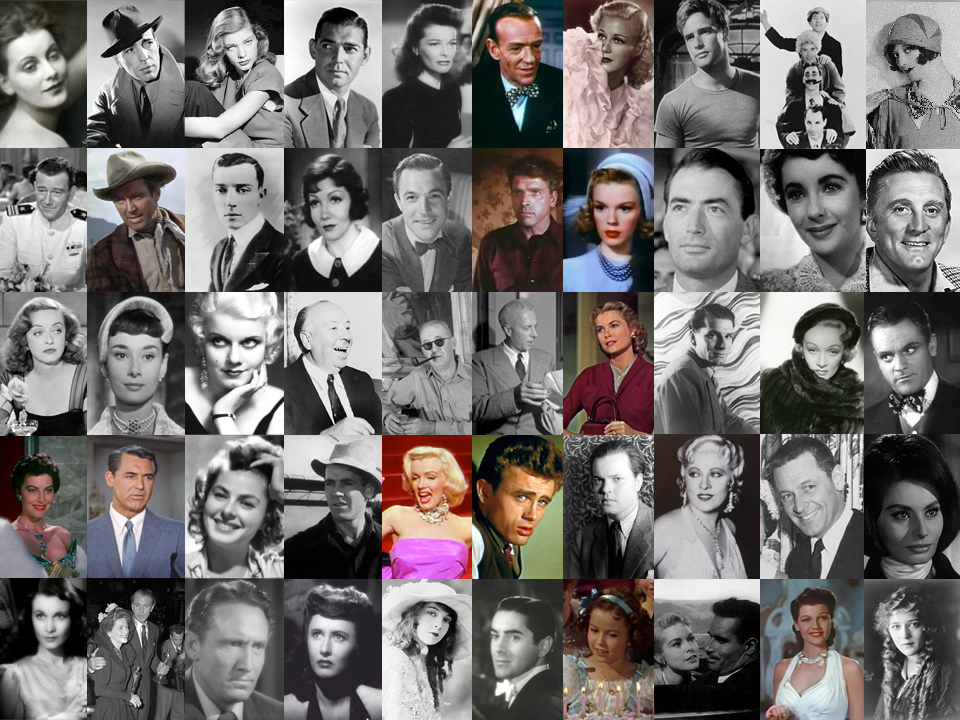
Золотий Голлівуд
(Перший ряд, зліва направо) Ґрета Ґарбо, Гамфрі Богарт, Лорен Беколл, Кларк Ґейбл, Кетрін Гепберн, Фред Астер, Джинджер Роджерс, Марлон Брандо, Брати Маркс, Джоан Кроуфорд
(Другий ряд, зліва направо) Джон Вейн, Джеймс Стюарт, Бастер Кітон, Клодетт Кольбер, Джин Келлі, Берт Ланкастер, Джуді Гарленд, Грегорі Пек, Елізабет Тейлор, Кірк Дуґлас
(Третій ряд, зліва направо) Бетті Девіс, Одрі Гепберн, Джин Гарлоу, Альфред Гічкок, Джон Форд, Говард Гоукс, Грейс Келлі, Лоуренс Олів'є, Марлен Дітріх, Джеймс Кегні
(Четвертий ряд, зліва направо) Ава Гарднер, Кері Грант, Інгрід Бергман, Генрі Фонда, Мерилін Монро, Джеймс Дін, Орсон Веллс, Мей Вест, Вільям Голден, Софі Лорен
(П'ятий ряд, зліва направо) Вів'єн Лі, Джоан Фонтейн, Гері Купер, Спенсер Трейсі, Барбара Стенвік, Ліліан Гіш, Тайрон Павел, Ширлі Темпл, Джанет Лі, Чарлтон Хестон, Ріта Гейворт, Мері Пікфорд

Класичний кінематограф Голлівуду — термін, який застосовується у історії кіно, що позначає як візуальний, так і звуковий стиль кінозйомок і спосіб виробництва фільмів в американській кіноіндустрії з 1910 по 1965 рік. Ідентифіковану кінематографічну форму, що виникла протягом цього періоду, називають класичним голлівудським стилем.
Класичний стиль заснований на принципі безперервного монтажу або «невидимому» стилі. Тобто, камера і звукозапис ніколи не повинні привертати до себе уваги (як це раніше було у фільмах минулих років, в інших країнах або в стилі модерн, або в постмодерністських роботах).
Цей період не варто плутати з «золотою добою Голлівуду» що зазнав краху наприкінці 40-х.

## Опис
Під час золотої доби Голлівуду, яка тривала з кінця епохи німого кіно в американському кінематографі наприкінці 1920-х до кінця 1940-х, щороку голлівудські студії досить плідно знімали кінофільми. Умовно початок золотого століття настав, коли стрічка Співак джазу вийшла на екрани в 1927 році і збільшились касові прибутки, оскільки до художніх фільмів був доданий звук. Більшість Голлівудських картин суворо дотримувалися таких жанрів, як: вестерн, комедія-фарс, мюзикл, мультфільм, біографічний фільм, і, досить часто, над фільмами працювавали ті ж самі творчі колективи, і знімалися на тих же студіях. Наприклад, Седрік Гіббонс і Герберт Стотгарт завжди працювали на MGM, Альфред Ньюман працював на Twentieth Century Fox протягом двадцяти років, фільми Сесіла Б. Де Мілля були майже всі створені на Paramount, фільми режисера Генрі Кінга в основному зняті настудії Двадцяте століття Фокс, і т. д.
Після виходу фільму Співак джазу в 1927 році, Warner Brothers стала дуже успішною і була в змозі мати власну мережу кінотеатрів, після придбання Stanley Theatres та First National Productions в 1928 році; MGM також володіла мережею театрів з моменту утворення в 1924 році, такими як Loews Theatres та Fox film Corporation, яка в свою чергу володіла власною мережею Fox Theatres. Крім того, RKO, інша компанія, яка також мала кінотеатри, була утворена в 1928 році в результаті злиття між Keith-Orpheum Theaters та Radio Corporation of America [3].
RKO створена у відповідь на монополію компанії Western Electric, яка почала використовувати звук у фільмах через власний метод, відомий як фотофон [5]. Paramount, який вже придбали Балабан і Кац в 1926 році, конкурував з Warner Bros. та RKO, і собі купила кілька театрів наприкінці 1920- х років [4].
Кіновиробництво перетворилось на бізнес, однак кінокомпанії працювали відповідно до студійної системи. Великі студії утримували тисячі людей — акторів, продюсерів, режисерів, письменників, каскадерів, ремісників і техніків. Вони володіли сотнями кінотеатрів в містах і селах по всій Америці, театрами, які показали їхні ж фільми, які завжди потребували нового матеріалу. У 1930 році президент MPDDA Вілл Гейз заснував Кіновиробничий кодекс, який передбачав керівні цензурні принципи і набув чинності після того, як уряд погрожував збільшенням цензури в 1930 роках. [6] Незважаючи на це, кодекс не був примусовим до 1934 року, після того, як нову організацію католицької церкви, Легіон благопристойності, налякав дуже сексуальний вигляд Мей Вест у фільмі Вона вчинила з ним недобре і Я не ангел [7], і він погрожував бойкотом кінотеатрів, якщо кодекс не набуде чинності [8]. Ті фільми, які не отримували схвалення від адміністрації кіновиробничого кодексу мали заплатити штраф у розмірі 25, 000 $, але це не шкодило бюджету кінотеатрів, бо MPDDA володіла всіма театрами країни через Велику п'ятірку студій [9].
Протягом початку 1930-х років на короткий період, відомий як Докодексовий Голлівуд, набули поширення провокаційні фільми і непристойна реклами. MGM домінувала в індустрії, мала головних зірок в Голлівуді, а також створила систему голлівудських зірок, взагалі [10]. До числа зірок MGM в різні часи входили: «Король Голлівуду» Кларк Ґейбл, Ґрета Ґарбо, Кетрін Гепберн , Фред Астер, Джинджер Роджерс, Джоан Кроуфорд, Джон Вейн, Джеймс Стюарт, Бастер Кітон, Джин Келлі , Берт Ланкастер, Джуді Гарленд , Елізабет Тейлор , Одрі Гепберн, Джин Гарлоу, Грейс Келлі, Ава Гарднер, Кері Грант , Генрі Фонда, Мерилін Монро, Мей Вест, Вів'єн Лі , Джоан Фонтейн, Гері Купер, Спенсер Трейсі, Барбара Стенвік, Мері Пікфорд , Джоан Фонтейн, Норма Ширер, Вільям Павелл і Мірна Лой, Глорія Стюарт, Джон Беррімор [11]. Інше велике досягнення американського кіно цього періоду — анімація Волта Діснея. У 1937 році Дісней створив найуспішніший фільм свого часу, Білосніжка і семеро гномів [12].
Чимало істориків кінематографу відзначають, що багато видатних творів кіно цього періоду — суворо регламентоване кіно. Студії знімали середньобюджетні картини з гарним сценарієм і відносно невідомими акторами: Громадянин Кейн, режисера Орсона Веллса, часто визнають найкращим фільмом усіх часів, відповідає цьому опису. В інших випадках, рішучі режисери, як Говард Гоукс, Альфред Хічкок і Френк Капра боролися зі студіями за реалізацію власного художнього бачення. Апогеєм студійної системи, можливо, був 1939, який побачив вихід таких класичних фільмів, як Чарівник країни Оз, Звіяні вітром, Диліжанс, Містер Сміт їде у Вашингтон, Дестрі знову в сідлі, Молодий містер Лінкольн, Буремний перевал, Тільки в ангелів є крила, Ніночка, Діти на війні, Ґанга Дін, Буремні двадцяті. Серед інших фільмів золотої доби, які зараз вважаються класикою: Касабланка, Пригоди Робін Гуда, Це дивовижне життя, Це сталося якось вночі, Кінг-Конг, Громадянин Кейн, Час свінгу, У джазі тільки дівчата, Ніч в опері, Все про Єву, Мілдред Пірс, Шукачі, Сніданок у Тіффані, На північ через північний захід, Обід о восьмій, Бунтар без причини, Вікно у двір, Подвійна страховка, Заколот на Баунті, Вогні великого міста, Червона ріка, Маньчжурський кандидат, Виховання малюка, Співаючи під дощем, Мати й не мати, До побачення, містер Чіпс, Римські канікули, Гігант та Джезебель.